# Umbilicus Urbis Romae
L'Umbilicus Urbis Romae (en català: 'melic de la ciutat de Roma') és un petit monument que marca el centre teòric i simbòlic de Roma, situat al Fòrum Romà. És possible que Umbilicus Urbis i Mundus siguen dos noms que designen el mateix monument, i que el nom d'Urbis Romae hi aparegués més tard.

## Ubicació
La identificació del monument continua sent incerta i objecte de debat. Una primera hipòtesi proposa identificar el monument amb la Milla d'Or, argumentant que sembla improbable que hi poguessen haver hagut dos centres diferents per a la ciutat de Roma i per a l'Imperi del qual és la capital. Segons una segona hipòtesi proposada per l'arqueòleg italià Filippo Coarelli, el monument és un amb el Mundus, un altar dedicat als déus infernals Dis Pater i Prosèrpina. L'Umbilicus Urbis es trobaria a prop dels Rostres Imperials, la Milla d'Or i l'Arc de Septimi Sever, al costat de l'Altar de Saturn.

## Funció
El Mundus romà és una fossa circular excavada per Ròmul durant la fundació de Roma, que en marca el cor. Aquesta zona es considera un portal que permet que el món subterrani es comunique amb la superfície. Segons autors antics, és el lloc d'algunes cerimònies. Assenyalat per un altar o petit monument (Umbilicus Urbis) que cobreix la trinxera subterrània, l'entrada n'està tancada pel lapis manalis. S'obri tres vegades a l'any (Mundus patet) en dies considerats nocius i arriscats, perquè les divinitats infernals podrien accedir al món superficial. També és en aquesta zona on els futurs ciutadans romans venien a dipositar un grapat de terra del seu lloc d'origen i a oferir les primícies de l'any.

## Descripció
Si la identificació de Coarelli és correcta, les restes del monument corresponen a una estructura circular de rajola de 4,45 m de diàmetre a la base que s'eleva tres pisos fins a arribar a 3 m de diàmetre a la part superior. L'estructura estava recoberta de marbre en època romana. Una petita entrada, que sols es feia servir en rares ocasions per la seua estretor, permet accedir-ne a dins.
La construcció es remunta al període de la dinastia severa, amb motiu de la remodelació de la zona provocada per l'edificació de l'Arc de Septimi Sever, i una restauració a la primeria del segle IV, i del 303. És aquesta reconstrucció d'un monument més antic, reutilitzant elements com la base de travertí i la cornisa circular, segurament coronada per una pedra que imita la forma de lÒmfal grec per què rep el nom dUmbilicus per fonts antigues tardanes del segle IV.

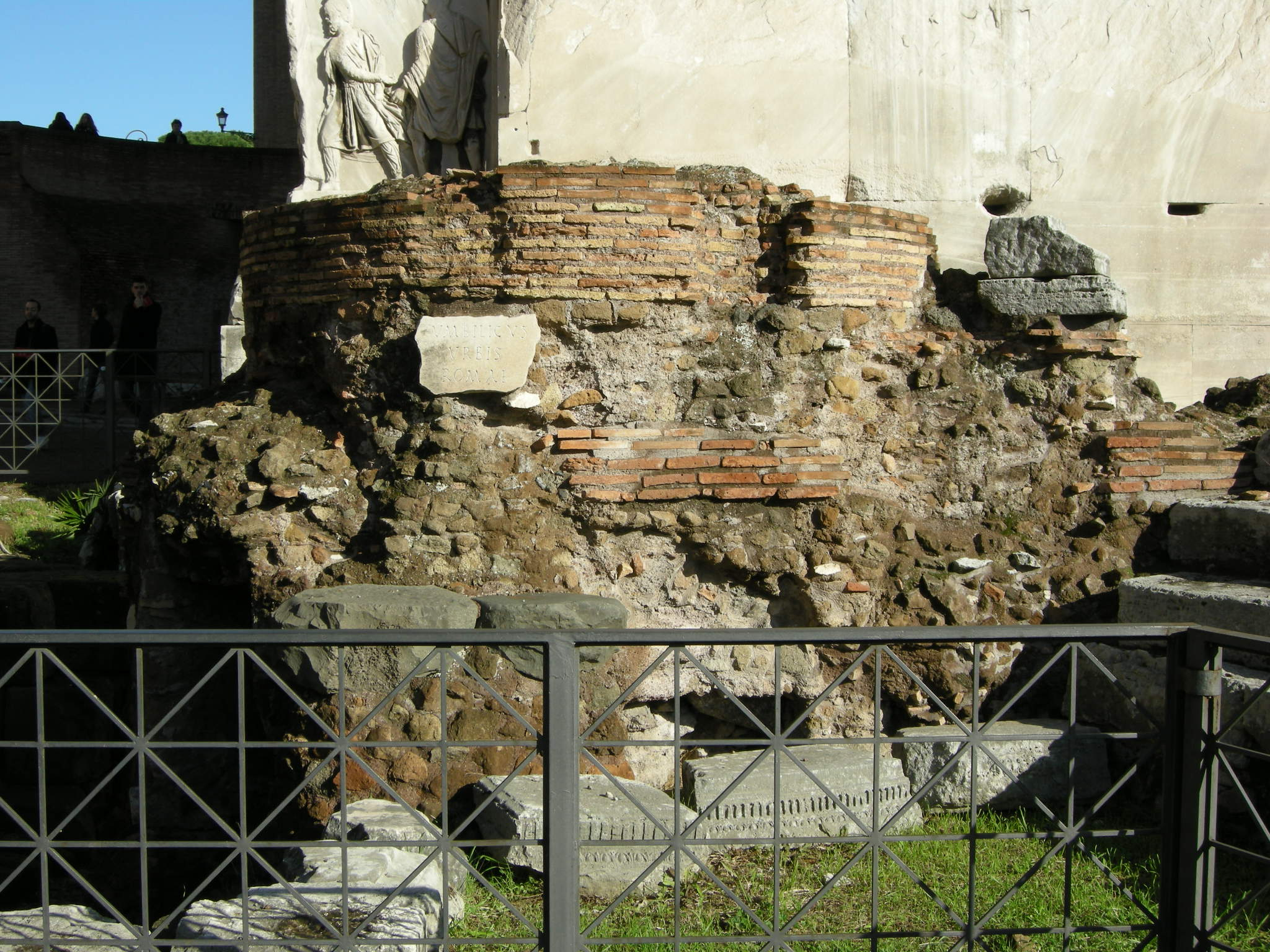
Estructura de rajola recoberta de marbre
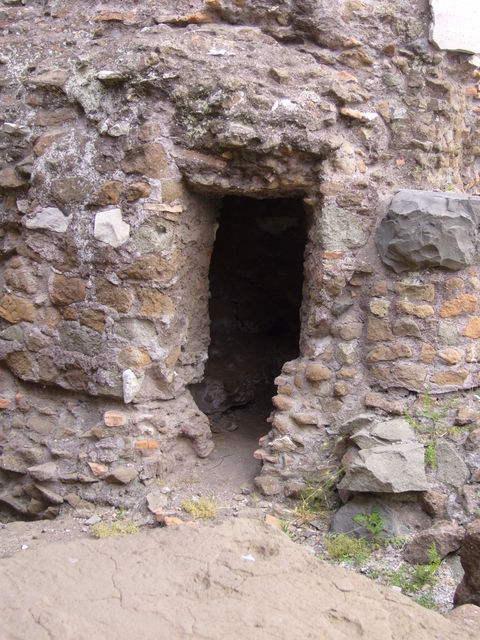
Entrada estreta al monument
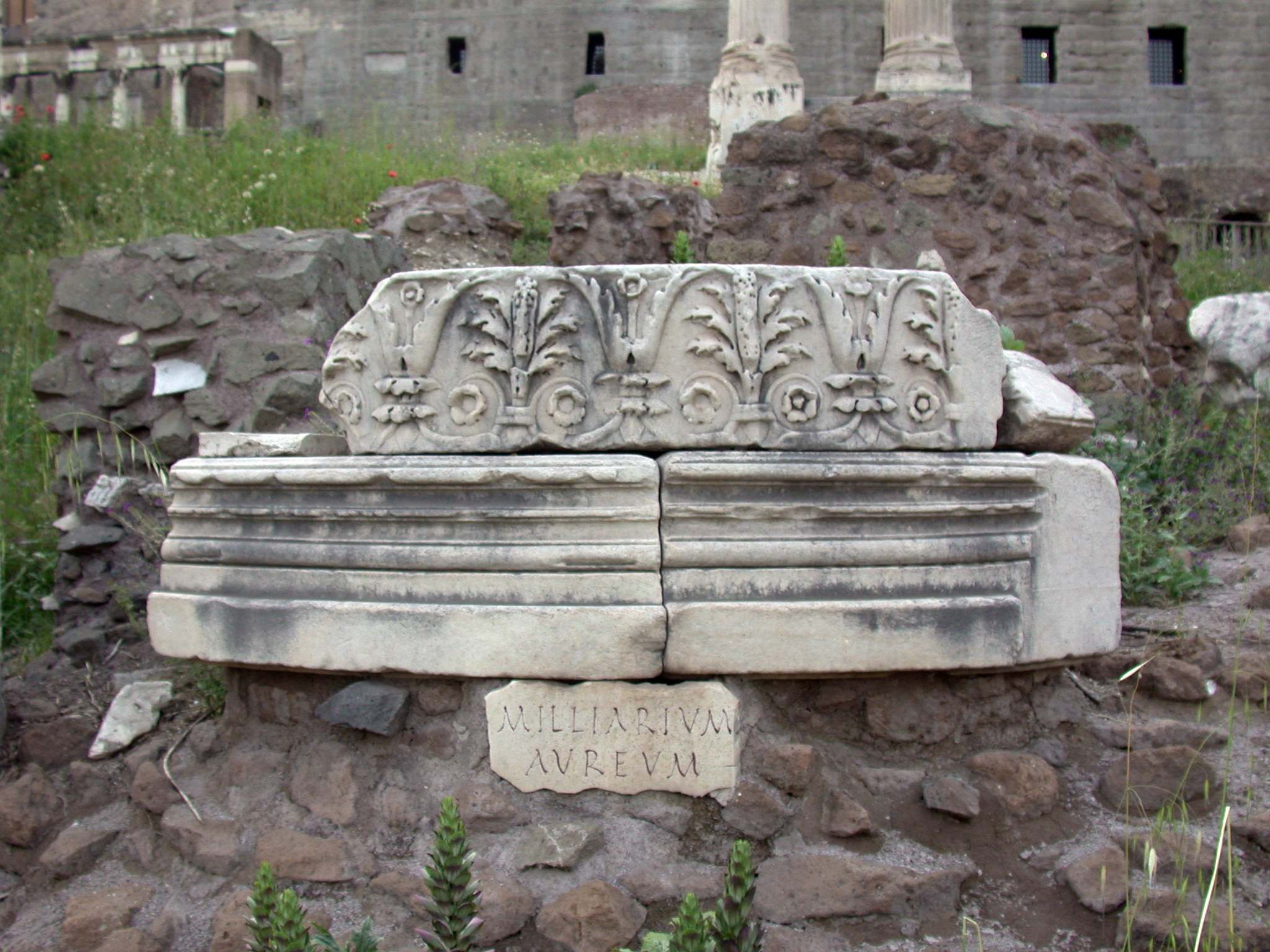
Restes d'un fris de palmetes segurament pertanyent a l'Umbilicus Urbis, contràriament al que indica la inscripció moderna